# 瑟隆
瑟隆（法語：Celon，法語發音：[səlɔ̃]）是法国安德尔省的一个市镇，位于该省南部，属于沙托鲁区。

## 地理
瑟隆（46°31'7"N, 1°29'59"E）面积17.04 平方千米，位于法国中央-卢瓦尔河谷大区安德尔省，该省份为法国中部省份，北起卢瓦-谢尔省，西北接安德尔-卢瓦尔省，西南接维埃纳省，南至克勒兹省和上维埃纳省，东临谢尔省。
与瑟隆接壤的市镇（或旧市镇、城区）包括：克勒兹河畔阿让通、巴宰日、索尔蒙、维古。

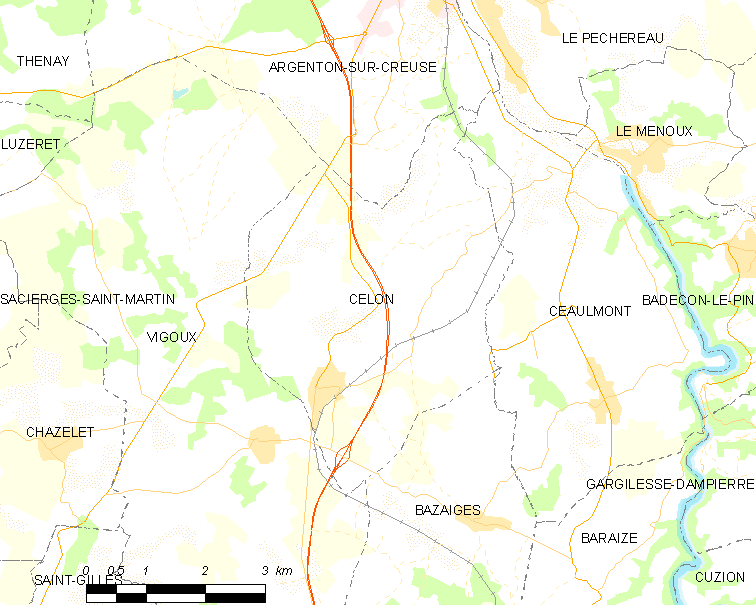
瑟隆的OSM定位图

瑟隆的时区为UTC+01:00、UTC+02:00（夏令时）。

## 行政
瑟隆的邮政编码为36200，INSEE市镇编码为36033。

## 政治
瑟隆所属的省级选区为克勒兹河畔阿让通县。

## 人口

1962-2008年间瑟隆人口变化图示

瑟隆于2022年1月1日时的人口数量为383人。